# Barntrup
Barntrup település Németországban, azon belül Észak-Rajna-Vesztfália tartományban. Lakosainak száma 8522 fő (2023. december 31.). Barntrup Extertal, Dörentrup és Blomberg községekkel határos.

## Fekvése
Lemgótól keletre fekvő település.

## Története
A település és környéke ősidők óta lakott hely volt. Az itt végzett régészeti feltárásokkor halomsírok és kőbalták kerültek napvilágra.
Barntrup és Alverdissen városi alapjait a Sternberg grófok rakták le az 1220-as évek körül, városi jogokat 1376 kapott.
Barntrupban az 1657-1660 évek között a boszorkányüldözések idején tíz boszorkányper zajlott le. Az első áldozat Claren Düvels volt, akit kivégeztek és elégettek 1657 október 26. után. Barntrup városi tanácsa a boszorkányperek áldozatait 2015. szeptember 1-jén rehabilitálta.
A város második alkalommal 1836-ban kapott városi jogokat Lippe Barntrup kormányzótól.
A települést hétszer érte tűzvész, melyek közül a legpusztítóbb volt az 1858 június 30-i tűz, melynek összesen 50 épület esett áldozatául. Ez azt jelenti, hogy majdnem minden harmadik lakás megsemmisült.

## Nevezetességek
- Kerssenbrock kastély (Schloss Kerssenbrock) - reneszánsz stílusban épült.

## Galéria

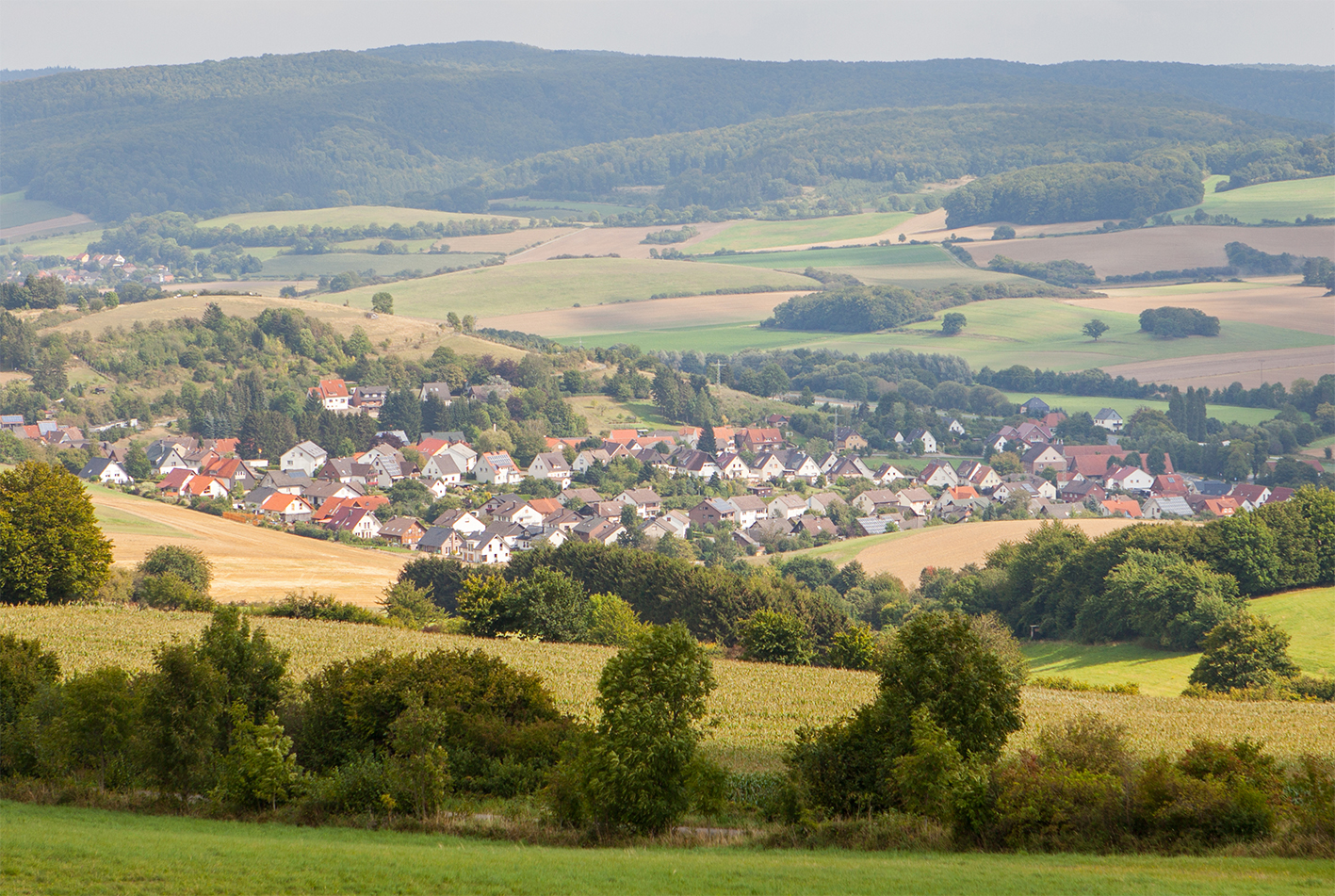
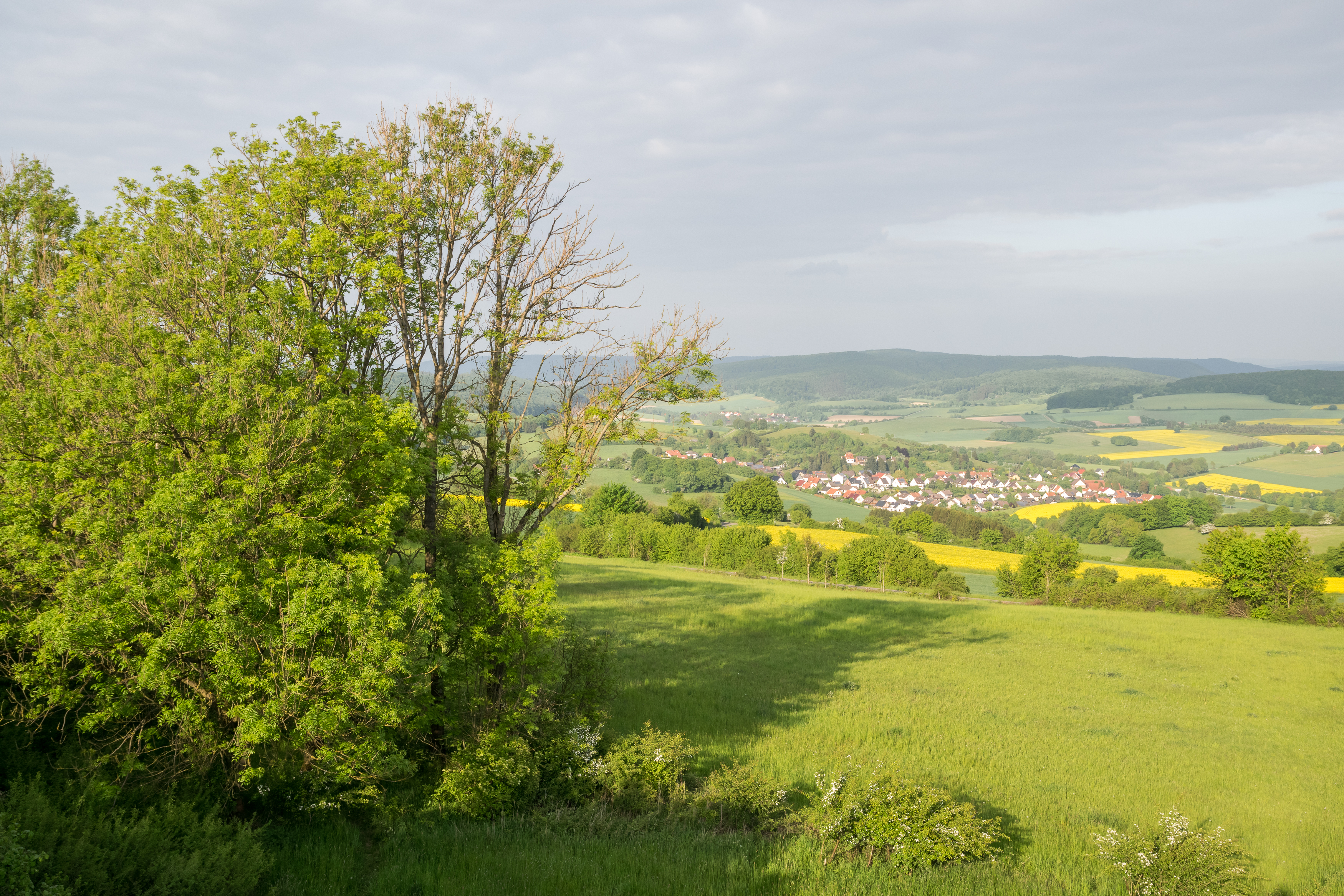
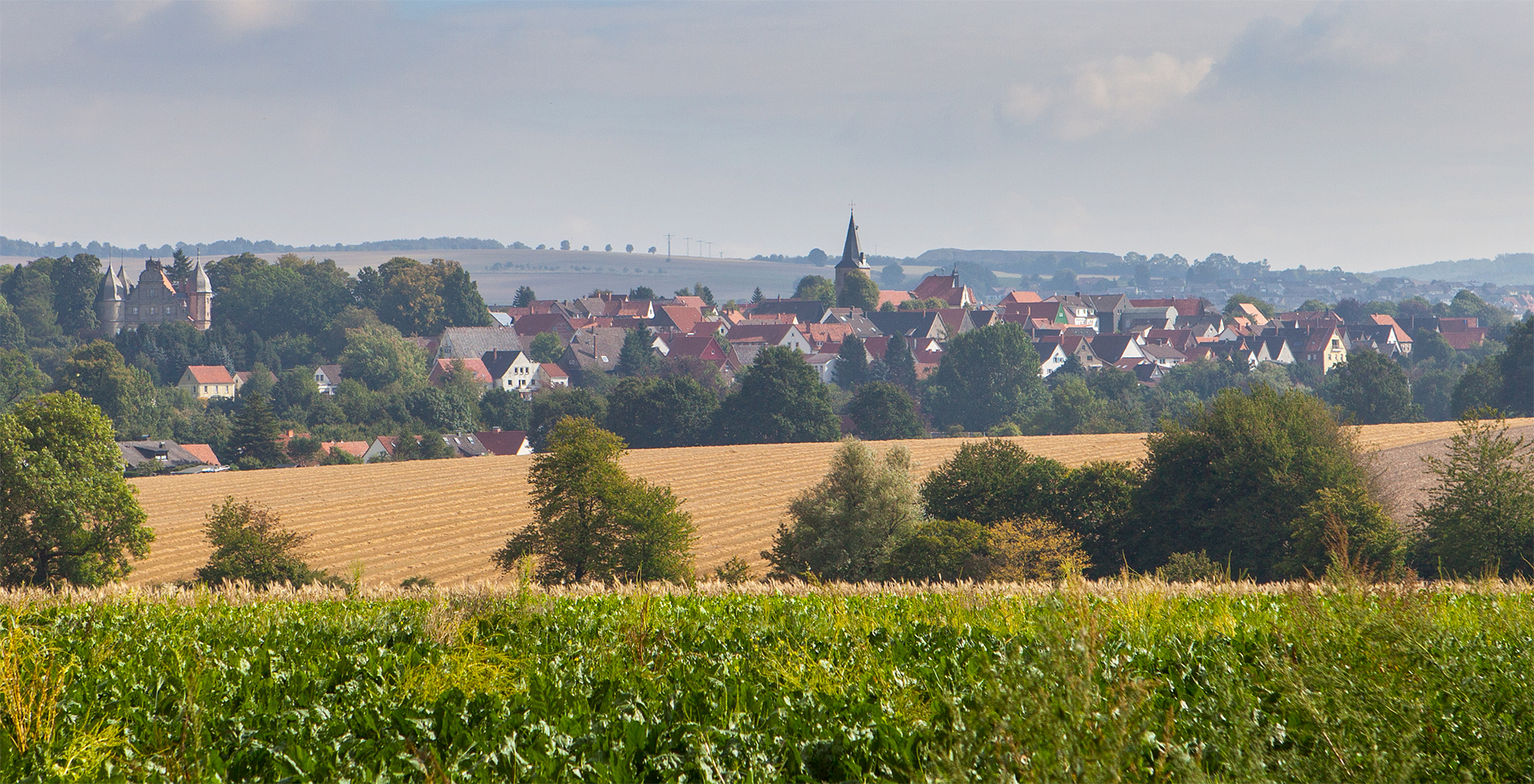
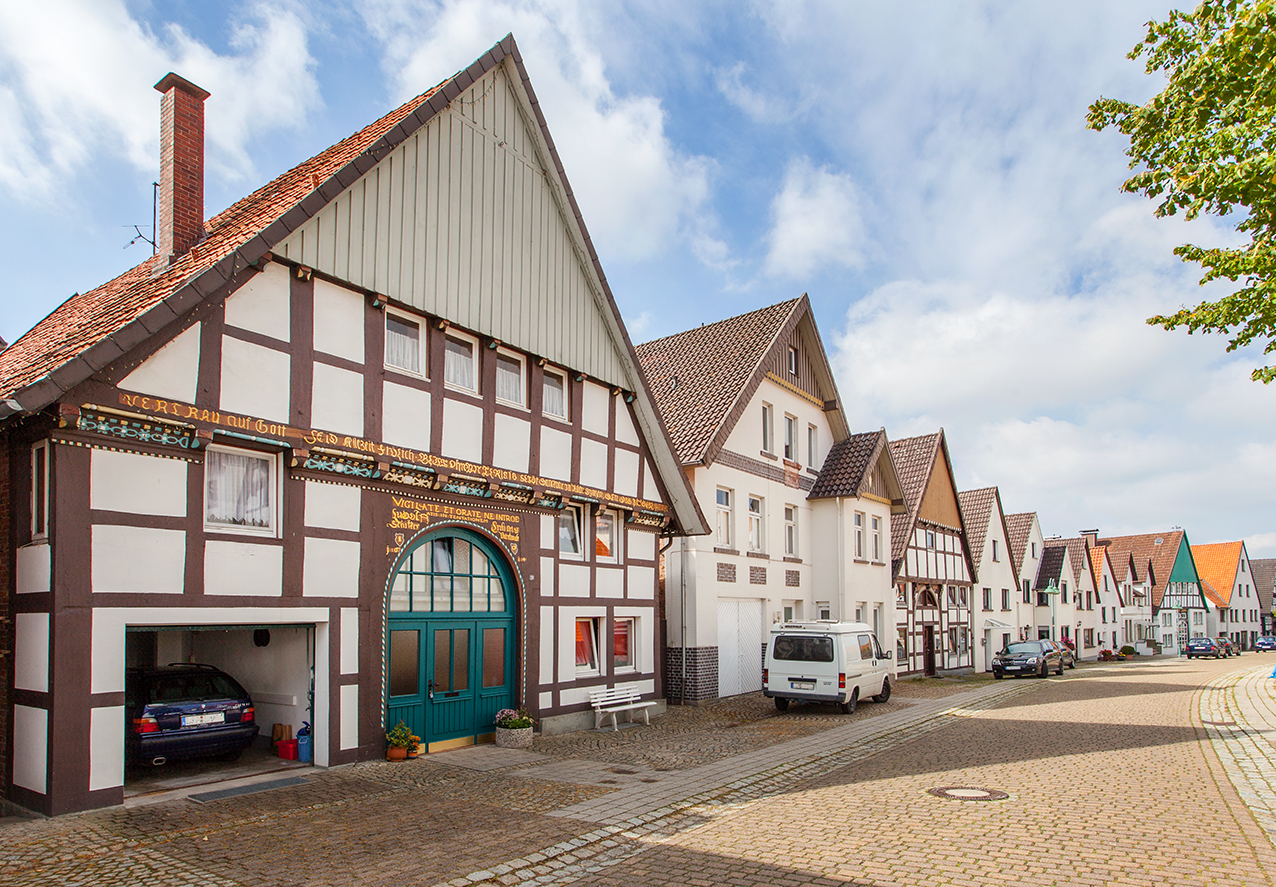
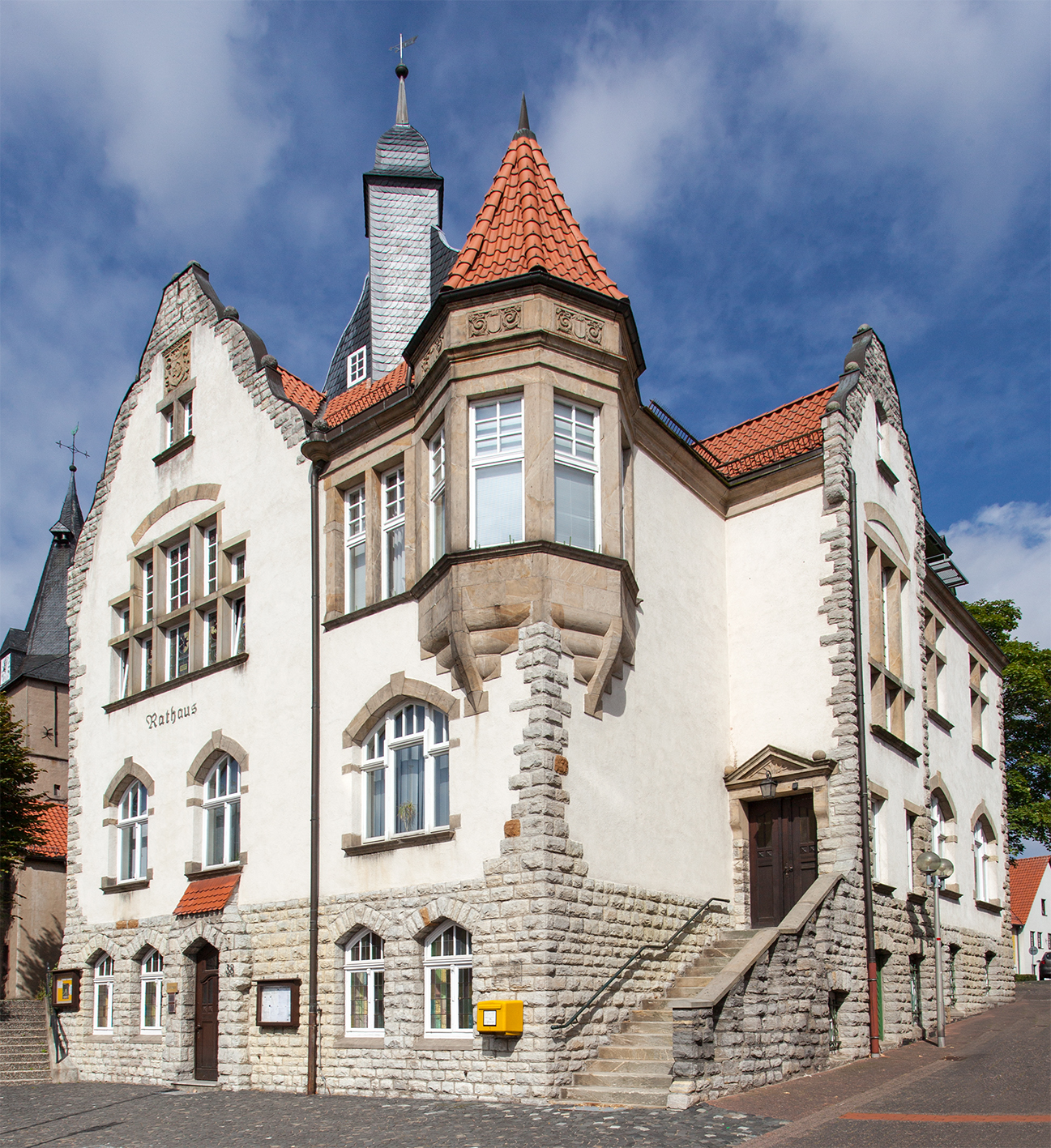
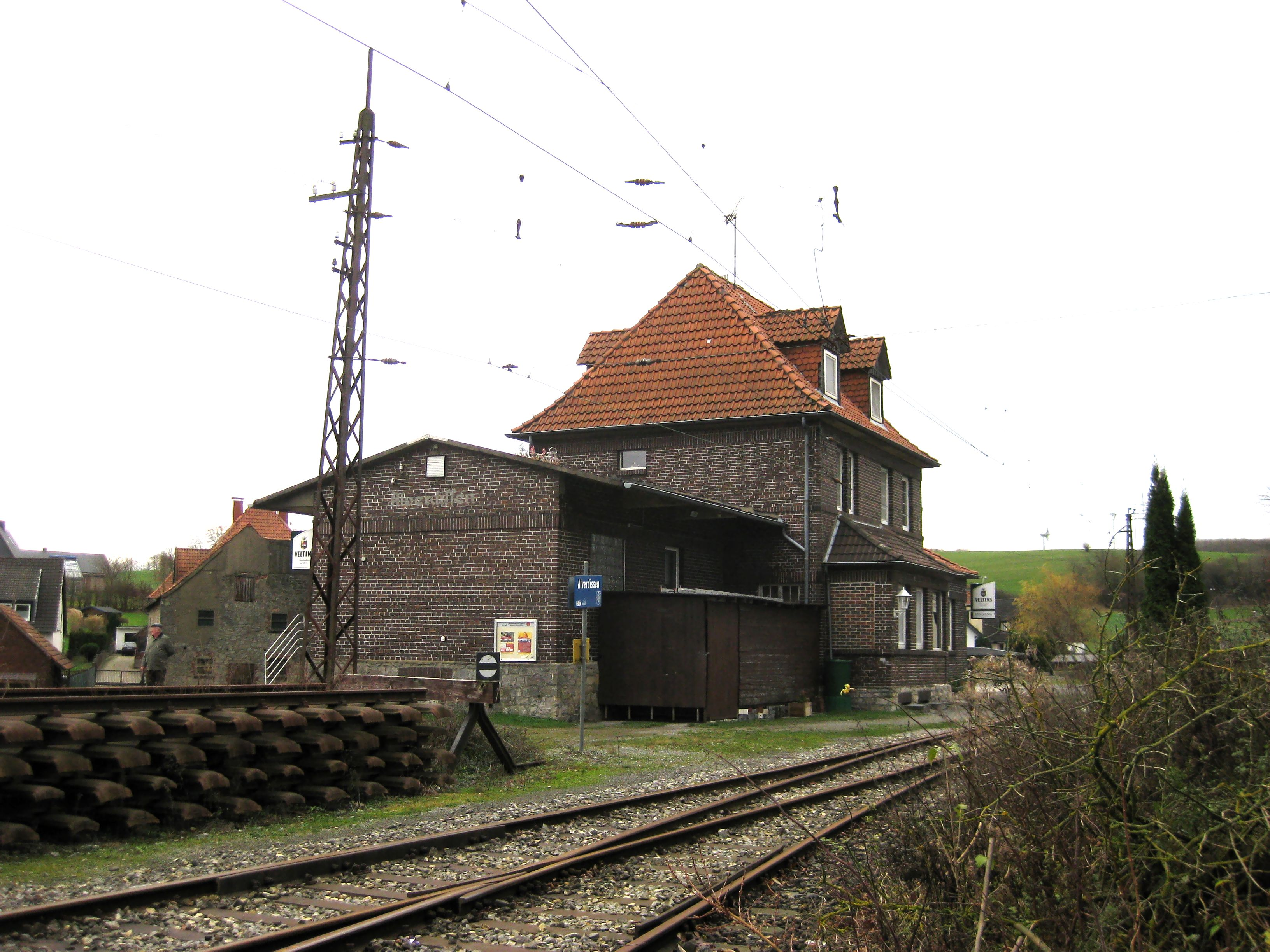
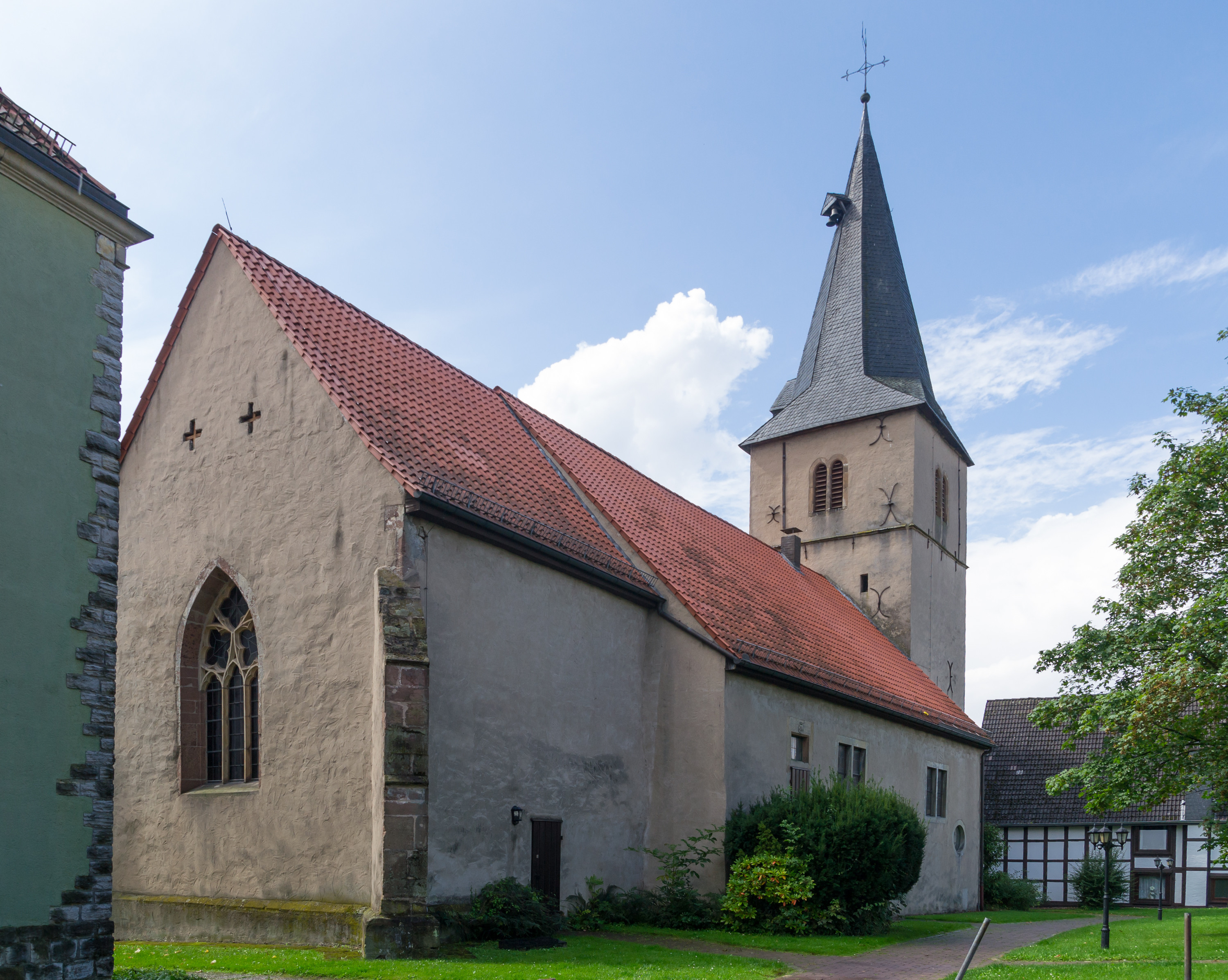
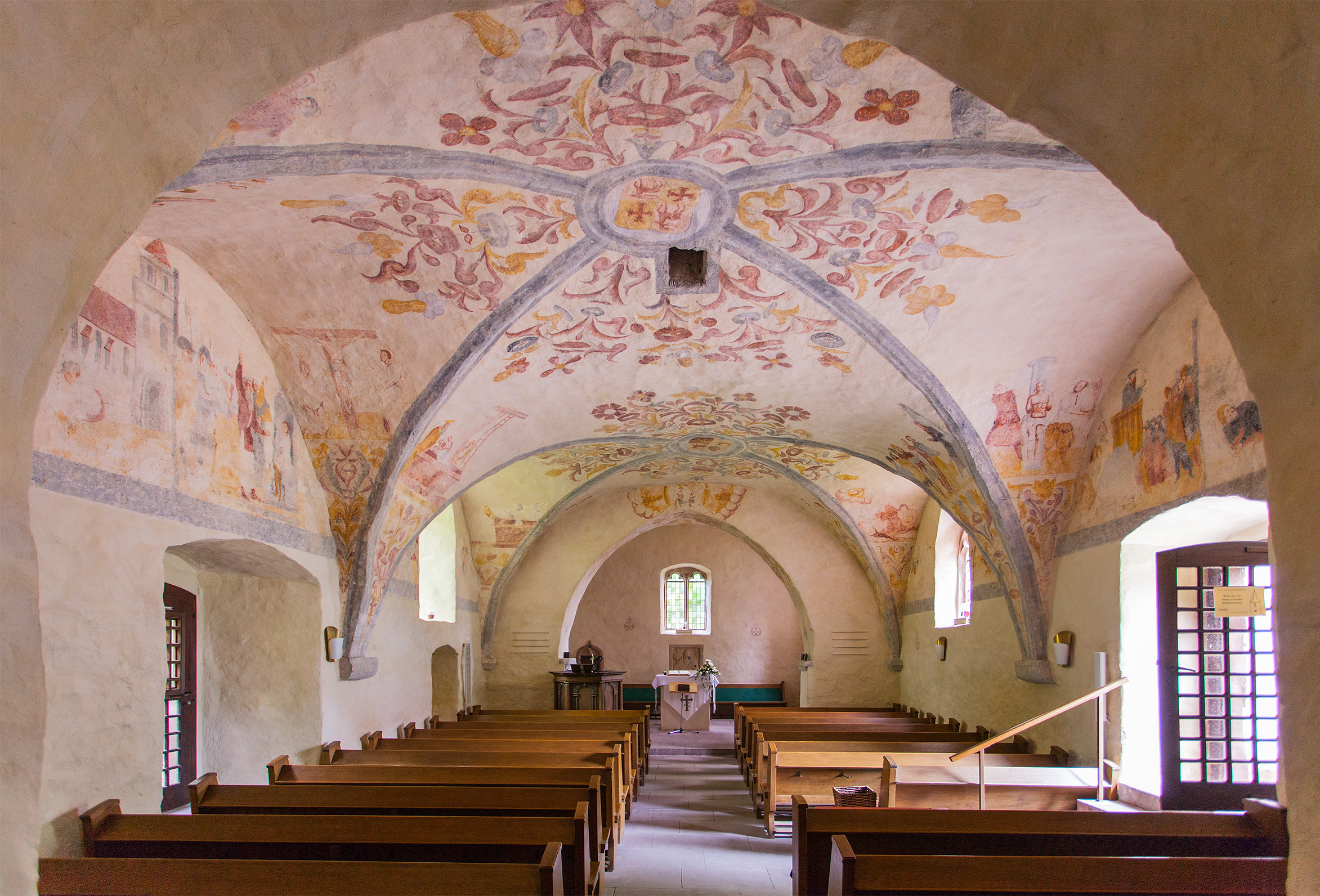
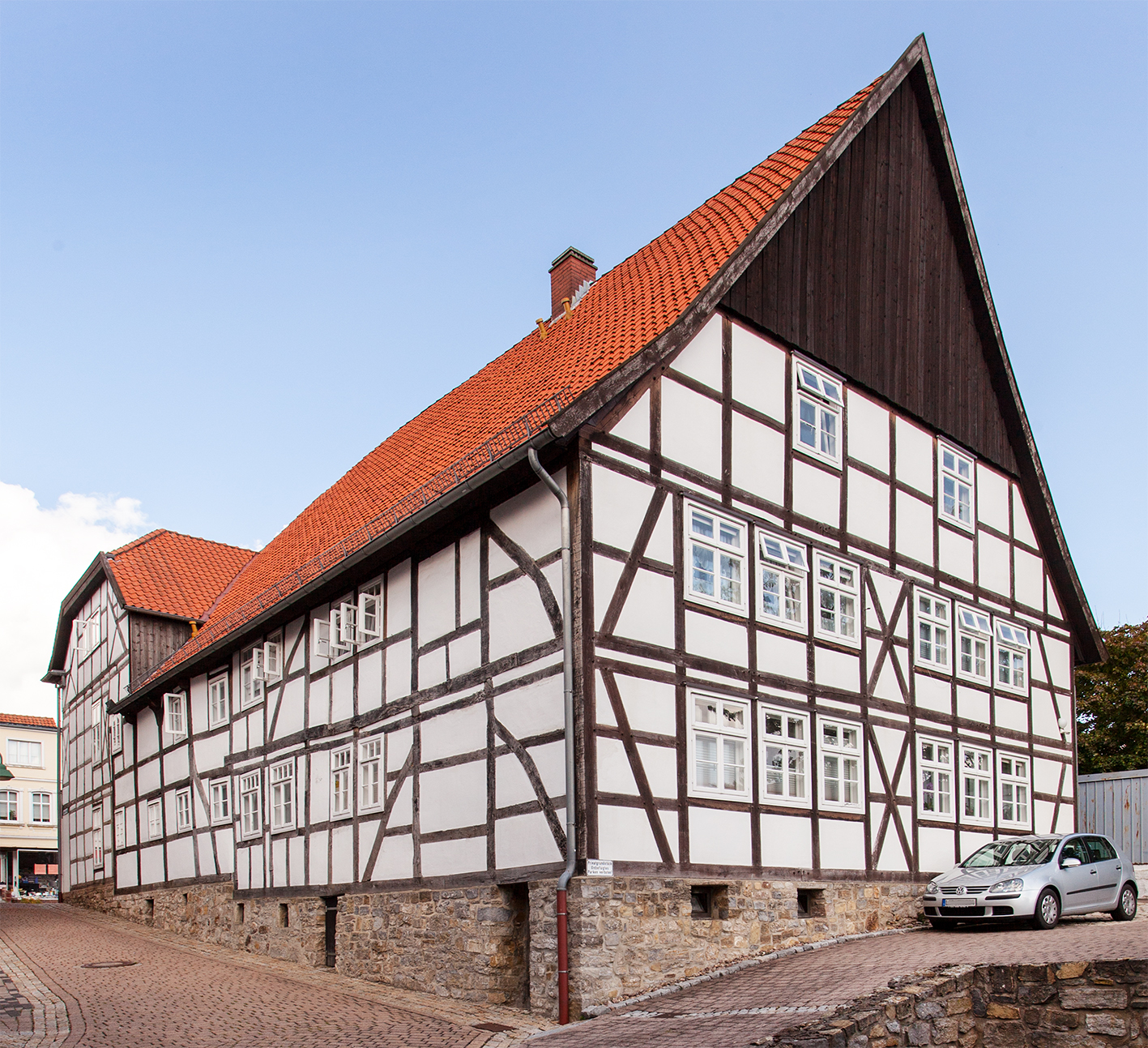
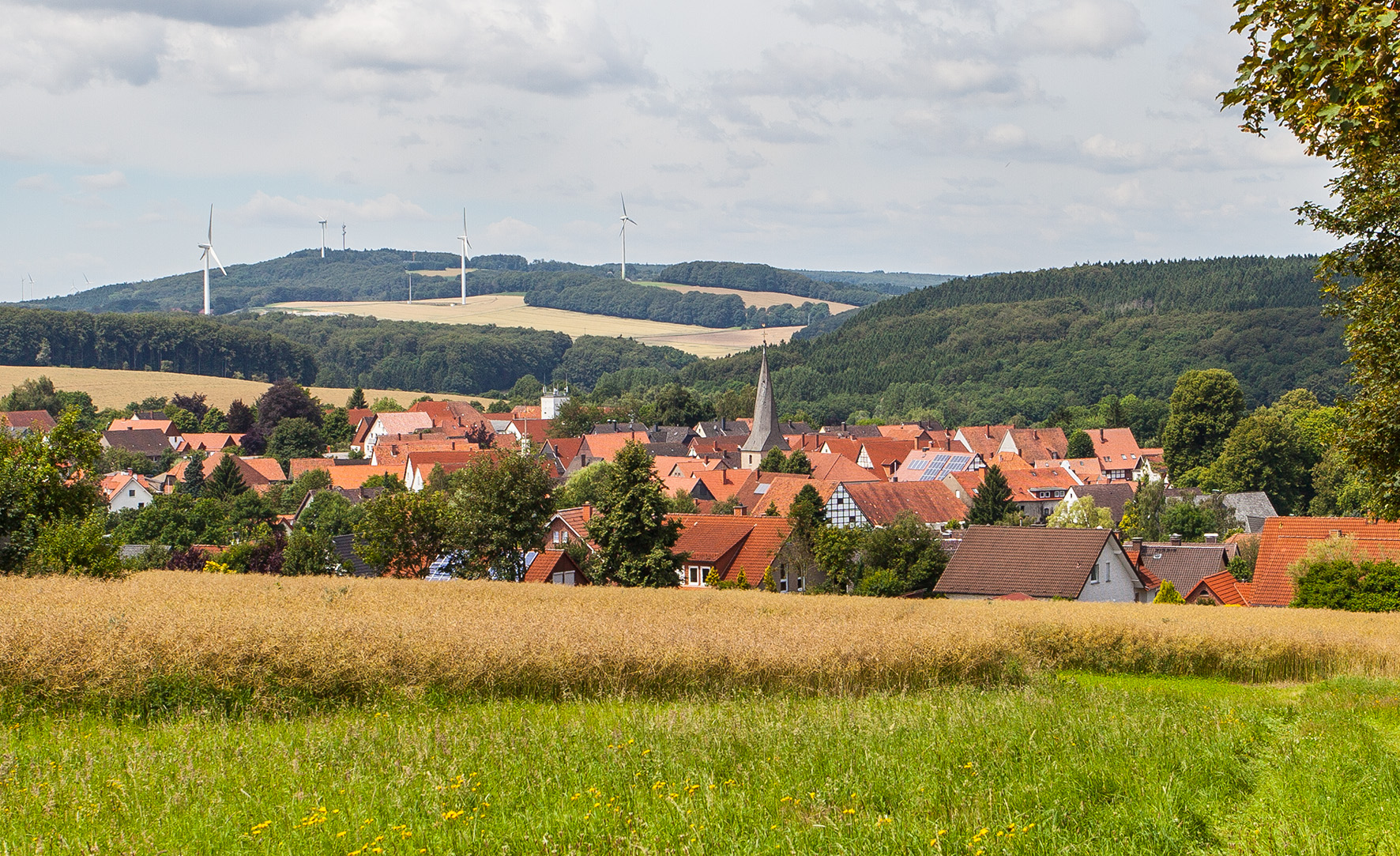
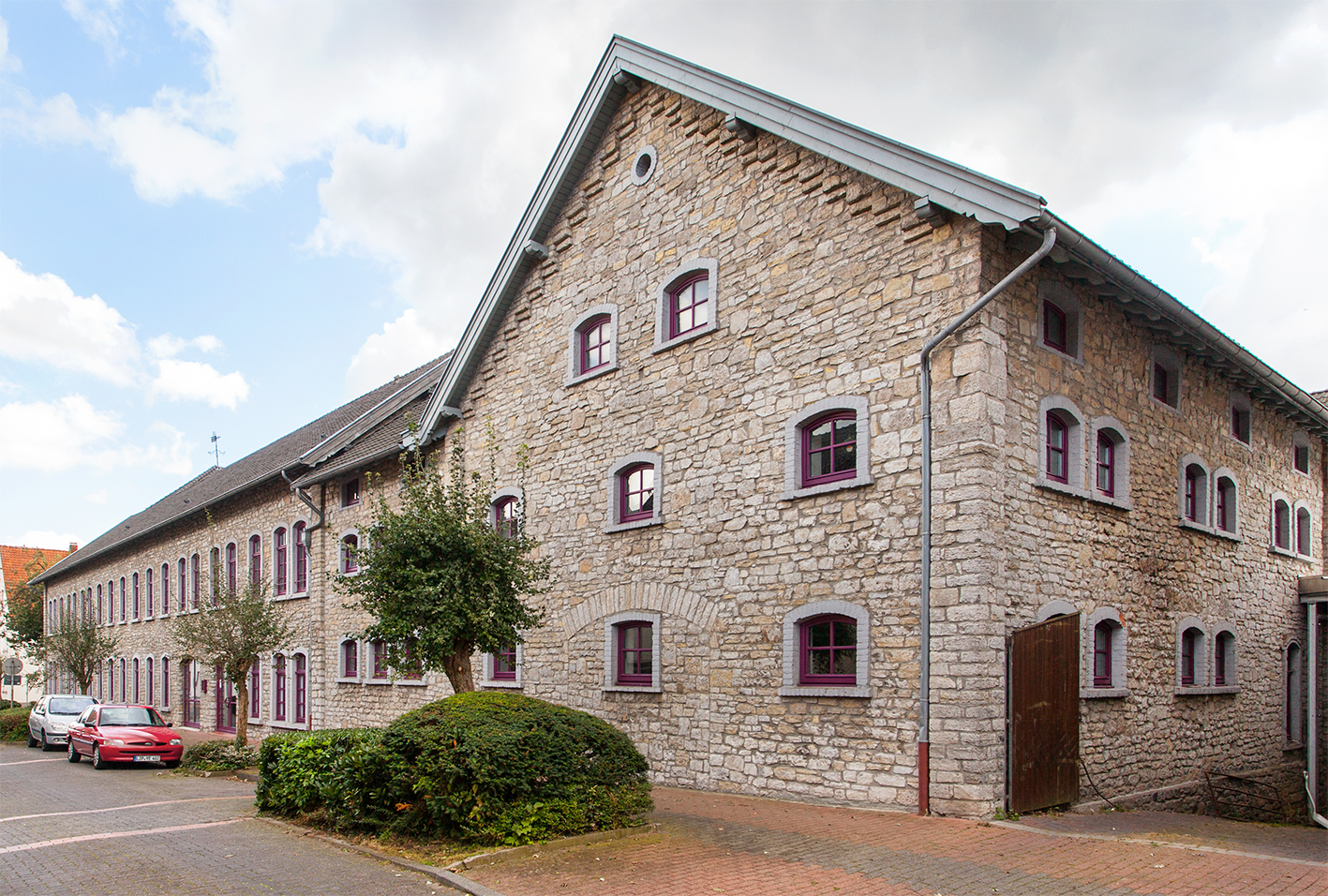
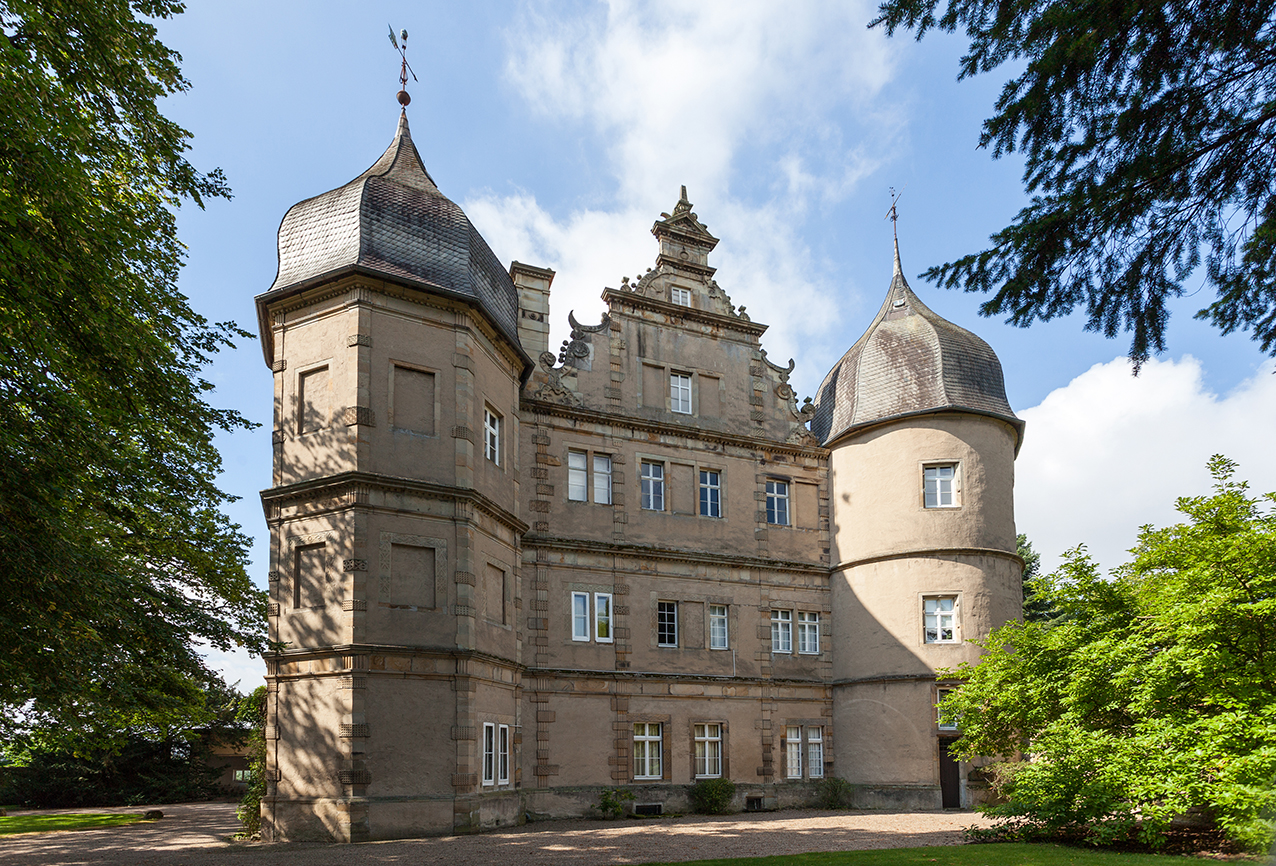
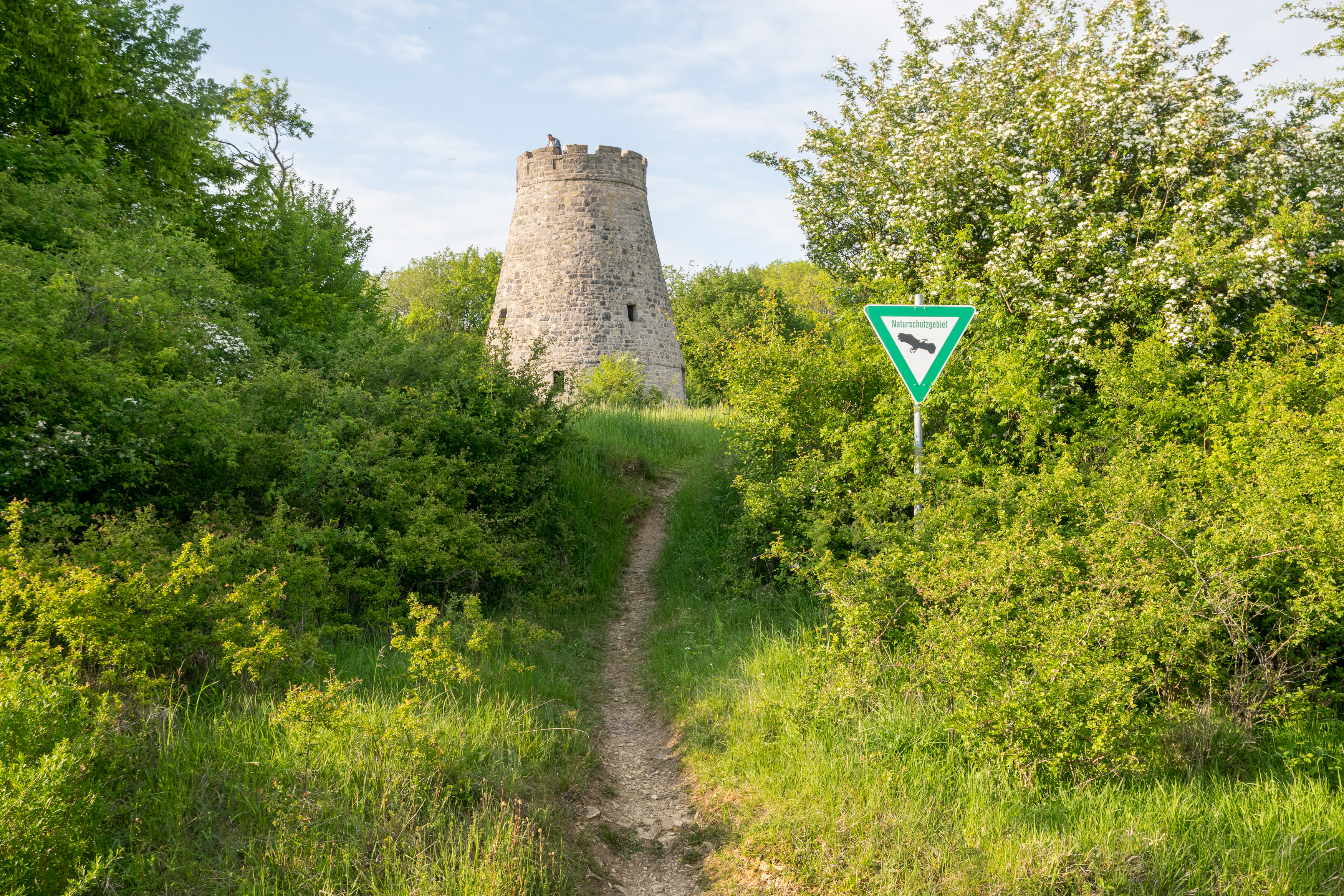
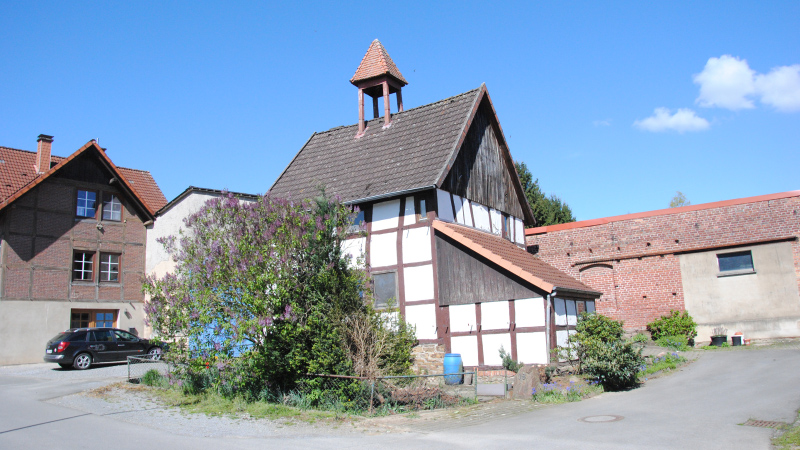
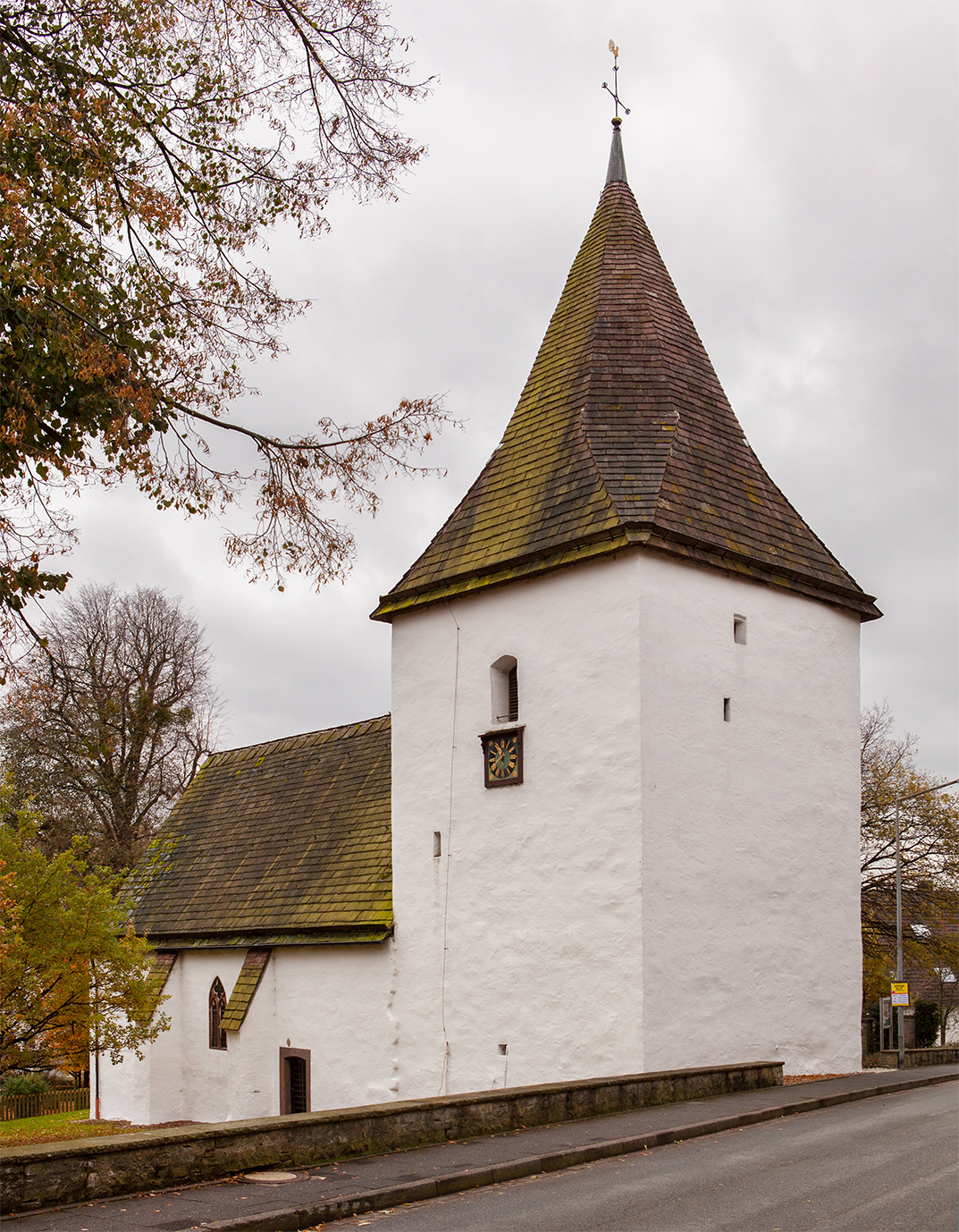

## Népesség
A település népességének változása:
| Lakosok száma | 8854 | 8539 | 8587 | 8502 | 8611 | 8522 |
|               | 1975 | 2017 | 2019 | 2021 | 2022 | 2023 |